# Главанешти (Јаши)
Главанешти (рум. Glăvănești) насеље је у Румунији у округу Јаши у општини Андриешени. Oпштина се налази на надморској висини од 67 m.

## Становништво
Према подацима из 2002. године у насељу је живело 860 становника, од којих су сви румунске националности.